# Gipsobeton
Gipsobeton (beton gipsowy) – związana i stwardniała masa będąca mieszanką gipsu, kruszywa i wody. 
Kruszywo mogą stanowić np. piasek, wapień, gruz ceglany, żużel paleniskowy, trociny. Ze względu na zastosowane tworzywo gipsobetony dzielą się na:
- gipsobetony z naturalnych kruszyw mineralnych (piasek, wapień lekki)
- gipsobetony z kruszyw lekkich – g. ceglany, żużlowy (żużel paleniskowy), g. z żużlem wielkopiecowym pumeksowym
- gipsobeton organiczny – g. trocinowe

Wyroby z gipsobetonu można stosować w pomieszczeniach, gdzie wilgotność względna jest nie wyższa, niż 70%. Używane są do wyrobu ściennych, stropowych, podkładowych oraz izolacyjnych drobnowymiarowych elementów prefabrykowanych, do wykonywania ścian monolitycznych w deskowaniach przestawnych, podkładów pod podłogi i warstw izolacyjnych.